# Rivière Manouane (Rivière Péribonka)
Der Rivière Manouane ist ein etwa 220 km langer linker Nebenfluss des Rivière Péribonka in der Verwaltungsregion Saguenay–Lac-Saint-Jean in der kanadischen Provinz Québec.

## Flusslauf
Der Rivière Manouane befindet sich im Süden der Labrador-Halbinsel zwischen dem ostnordöstlich gelegenen Manicouagan-Stausee und dem südsüdwestlich gelegenen Lac Saint-Jean. Der Fluss hat seinen Ursprung in dem 494 m hoch gelegenen See Lac Manouane. Ein Wehr reguliert den Ausfluss aus dem See. Der Rivière Manouane durchfließt anfangs in südlicher Richtung eine Reihe kleinerer Seen. Anschließend fließt er in südsüdwestlicher, später in südlicher Richtung. Bei Flusskilometer 97 (⊙) wird der Rivière Manouane zum Lac du Grand Détour aufgestaut. Von dem Stausee führt ein Kanal nach Osten zum nahe gelegenen Réservoir Pipmuacan. Über den Kanal werden im Mittel 30,8 m³/s vom Rivière Manouane in das Einzugsgebiet des Rivière Betsiamites abgeleitet. Unterhalb des Stausees wendet sich der Rivière Manouane etwa 20 km in Richtung Westnordwest. Bei Flusskilometer 61 trifft der Petite rivière Manouane  von rechts auf den Fluss. Im Anschluss fließt der Rivière Manouane in Richtung Südsüdwest. Auf den ersten knapp 9 km befindet sich die Flussverbreiterung mit dem Namen Lac Duhamel. Auf den letzten 17 Kilometern fließt der Rivière Manouane nach Südwesten. Er mündet unmittelbar unterhalb der Talsperre Barrage de la Péribonka in den Rívière Péribonka.

## Hydrometrie
Bei Flusskilometer 51, direkt unterhalb des Lac Duhamel befindet sich der Abflusspegel 02RB004 (⊙). Der gemessene mittlere Abfluss (MQ) an dieser Stelle für den Messzeitraum 1979–2013 betrug 76,7 m³/s.
Im folgenden Schaubild werden die mittleren monatlichen Abflüsse des Rivière Manouane am Pegel 02RB004 für den Messzeitraum 1979–2013 in m³/s dargestellt.